# Steineroth

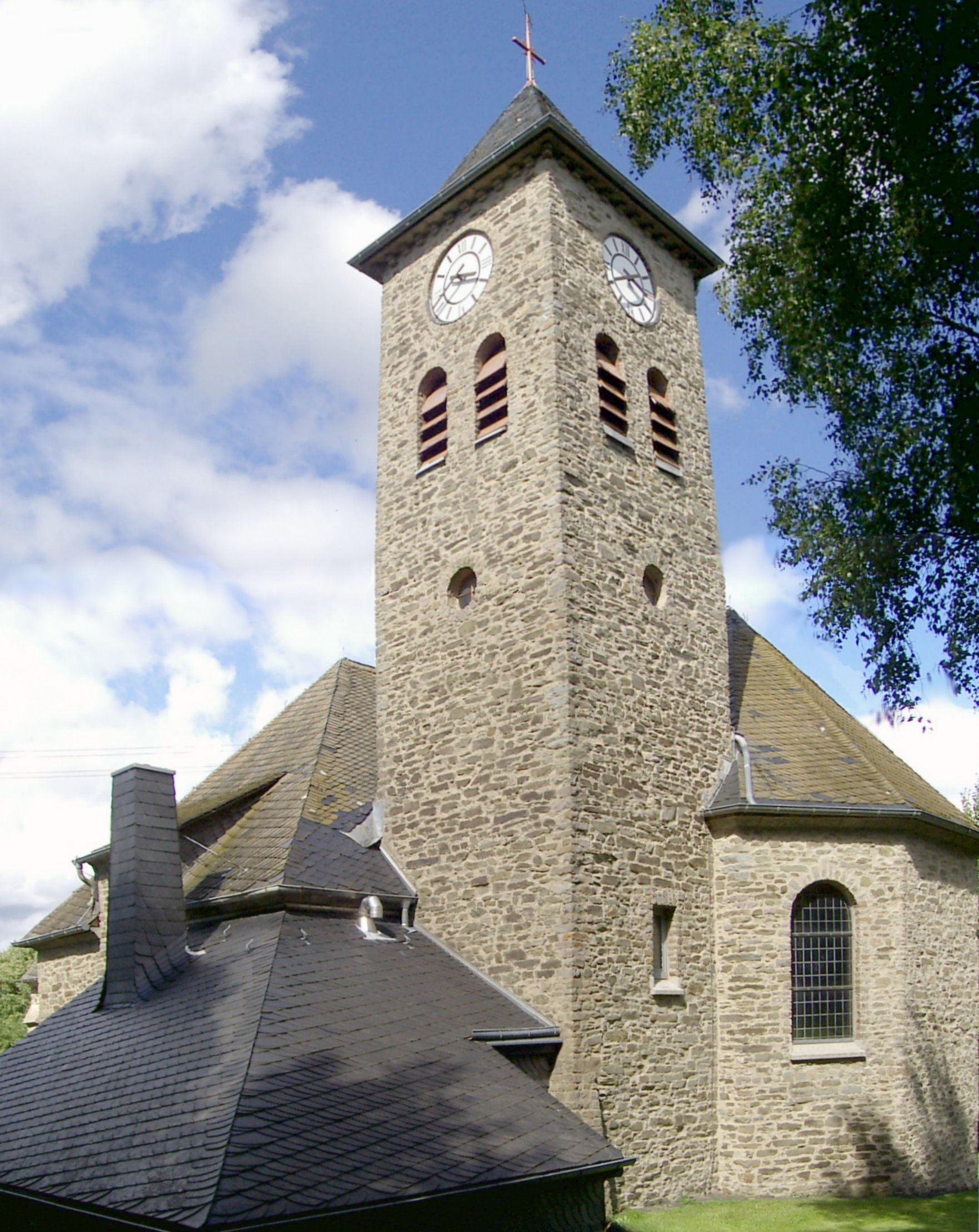
Katholische Kirche in Steineroth, erbaut 1954

Steineroth ist eine Ortsgemeinde im Landkreis Altenkirchen (Westerwald) in Rheinland-Pfalz. Sie gehört der Verbandsgemeinde Betzdorf-Gebhardshain an. Umgangssprachlich wird der Ort „Steinert“ genannt.

## Geographische Lage
Die Ortsgemeinde liegt an den nördlichen Ausläufern des Westerwalds hin zum Siegerland südlich über Betzdorf; weitere Nachbargemeinden sind Elben im Südwesten, Molzhain im Süden und Kausen im Südwesten. Südöstlich des Ortes erhebt sich der Alte Bornskopf (455 m).

## Geschichte
Steineroth wurde im Jahre 1438 erstmals urkundlich erwähnt. Steineroth gehörte zum Kirchspiel Gebhardshain in der Grafschaft Sayn.
Lange Zeit blieb die Anzahl der Einwohner etwa in gleicher Höhe, 1597 wurden zwölf Familienoberhäupter gezählt, 1667 hatte der Ort elf „Feuerstätten“ (Häuser), 1693 gab es neun Abgabepflichtige und 1742 vierzehn „Räuche“ (Häuser). Somit gab es in der Zeit zwischen 50 und 70 Einwohner.
Gegen Ende des Zweiten Weltkrieges im März 1945 kam es bei Steineroth und Dauersberg zu Kämpfen zwischen deutschen und amerikanischen Soldaten, wobei neun Angehörige der Wehrmacht und eine unbekannte Anzahl US-Soldaten ihr Leben ließen.
Bevölkerungsentwicklung
Die Entwicklung der Einwohnerzahl von Steineroth, die Werte von 1871 bis 1987 beruhen auf Volkszählungen:
| Jahr | Einwohner |
| 1815 | 94        |
| 1835 | 161       |
| 1871 | 224       |
| 1905 | 280       |
| 1939 | 330       |
| 1950 | 359       |

| Jahr | Einwohner |
| 1961 | 463       |
| 1970 | 547       |
| 1987 | 556       |
| 1997 | 661       |
| 2005 | 673       |
| 2023 | 539       |

## Politik

### Gemeinderat
Der Gemeinderat in Steineroth besteht aus zwölf Ratsmitgliedern, die bei der Kommunalwahl am 9. Juni 2024 in einer Mehrheitswahl gewählt wurden, und dem ehrenamtlichen Ortsbürgermeister als Vorsitzendem.

### Bürgermeister
Ortsbürgermeister von Steineroth ist Theo Brenner. Bei der Direktwahl am 26. Mai 2019 wurde er mit einem Stimmenanteil von 88,17 % und am 9. Juni 2024 als einziger Bewerber mit 86,6 % jeweils für fünf Jahre wiedergewählt.